# مارشال (شاعر)
مارکوس والریوس مارتیالیس (به لاتین: Marcus Valerius Martialis) شناخته شده در زبان انگلیسی به نام مارشال (انگلیسی: Martial) (مارس، بین ۳۸ و ۴۱ – بین ۱۰۲ و ۱۰۴ میلادی) یک شاعر روم باستان، اهل هیسپانیا (در اسپانیای امروزی) بود که برای دوازده کتاب تقریظ  او که در رم بین سال‌های ۸۶ و ۱۰۳ میلادی در طول سلطنت امپراتور دومیتیان، نروا و تراژان منتشر شده شناخته شده‌است. در اشعار کوتاه و ظریف او طنز خوش زندگی شهری، رسوایی‌های فعالیت‌های آشنایانش و تربیت‌های عاشقانه‌اش دیده می‌شود. او در مجموع ۱٬۵۶۱ تقریظ نوشت که ۱٬۲۳۵ در مرثیه‌های دوبیتی است.
مارشال به عنوان بزرگترین تقریظ‌نویس لاتین در نظر گرفته شده و خالق مدرن تقریظات نامیده شده‌است.